# Copa Hazfi
A Copa Hazfi (em persa: جام حذفی, romanizado: Jām-e Hazfi, literalmente 'copa eliminatória'), antes chamada Copa Pahlavi (em persa: جام پهلوی, romanizado: Jām-e Pahlavi), é uma competição de futebol iraniana no formato mata-mata realizada anualmente pela Federação de Futebol da República Islâmica do Irã. É a equivalente iraniana da Copa do Brasil e da Taça de Portugal.
A liga iraniana de futebol não foi realizada durante a década de 1980, portanto, o vencedor da Copa Hazfi representava o Irã no campeonato asiático de clubes vigente. Após a retomada do sistema de ligas, o campeão do campeonato iraniano passou a se classificar para o Campeonato Asiático de Clubes e o vencedor da Copa Hazfi para a Copa Asiática dos Campeões de Copa. A Copa Asiática dos Campeões de Copa se fundiu com a Supercopa Asiática em 2002-03 para formar a Liga dos Campeões da AFC, e o Irã inicialmente recebeu duas (e posteriormente quatro) vagas nessa competição. A FFRII decidiu conceder uma das vagas do Irã na Liga dos Campeões da AFC ao vencedor da Copa Hazfi e, desde então, os vencedores da Copa Hazfi sempre receberam uma vaga na competição continental. Desde 2024, e com a reformulação das competições asiáticas de clubes, a FFRII decidiu enviar o vencedor da Copa Hazfi para o play-off de qualificação da Liga dos Campeões.
A competição foi disputada pela primeira vez em 1976 com o nome de Copa Pahlavi. Porém, após a revolução, o torneio teve seu nome mudado para o atual Copa Hazfi. O Esteghlal é o maiores campeão do torneio, com oito títulos.
 

## Formato de disputa
A competição é disputada em sistema de ida e volta, com cada time jogando como mandante uma vez, com o gol fora de casa decidindo o vencedor caso as equipes empatem no placar agregado das partidas. Se as equipes permanecerem empatadas nesta altura, uma prorrogação será disputada. Persistindo a igualdade, uma disputa de pênaltis é realizada para decidir quem avança no torneio. As regras para a final eram exatamente as mesmas das eliminatórias anteriores, mas, desde a temporada 2011-12, a final é realizada em partida única.
 

## Finais

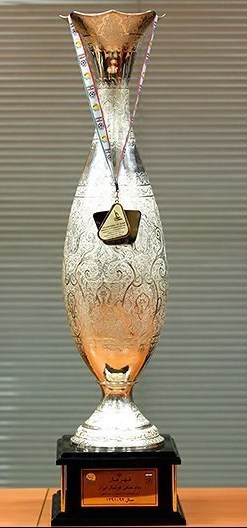
O troféu entregue ao campeão entre 2011 e 2015

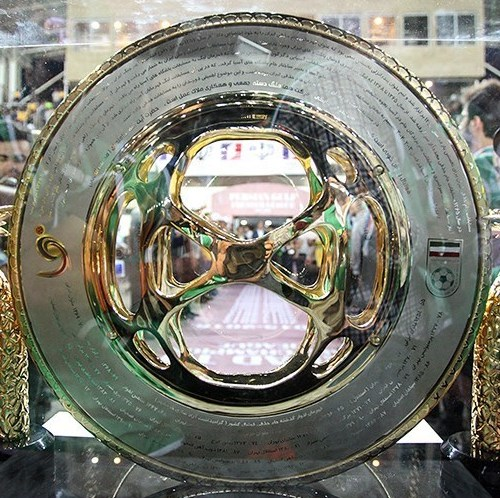
O troféu dado ao campeão desde 2016

Legenda
| Ano       | Campeão                                                         | Placar(es)                                                      | Vice                                                            | Local                                                           |                                                                 |
| --------- | --------------------------------------------------------------- | --------------------------------------------------------------- | --------------------------------------------------------------- | --------------------------------------------------------------- | --------------------------------------------------------------- |
| 1976      | Malavan (1)                                                     | 4–1                                                             | Tractor                                                         | Estádio Amjadieh, Teerã                                         |                                                                 |
| 1977-78   | Tâj (1)                                                         | 2–0                                                             | Homa                                                            | Estádio Amjadieh, Teerã                                         |                                                                 |
| 1979-1985 | Não disputada devido à Revolução Iraniana e à Guerra Irã-Iraque | Não disputada devido à Revolução Iraniana e à Guerra Irã-Iraque | Não disputada devido à Revolução Iraniana e à Guerra Irã-Iraque | Não disputada devido à Revolução Iraniana e à Guerra Irã-Iraque | Não disputada devido à Revolução Iraniana e à Guerra Irã-Iraque |
| 1986      | Malavan (2)                                                     | 2–0                                                             | Kheybar                                                         | Estádio Shahid Shiroudi, Teerã                                  |                                                                 |
| 1987      | Persepolis (1)                                                  | 1–0                                                             | Malavan                                                         | Estádio Azadi, Teerã                                            |                                                                 |
| 1987      | Persepolis (1)                                                  | 0–0                                                             | Malavan                                                         | Estádio Azadi, Teerã                                            |                                                                 |
| 1987      | O Persepolis venceu por 1–0 no agregado                         |                                                                 |                                                                 |                                                                 |                                                                 |
| 1988-89   | Shahin Ahvaz (1)                                                | 1–3                                                             | Malavan                                                         | Estádio Takhti, Bandar-e Anzali                                 |                                                                 |
| 1988-89   | Shahin Ahvaz (1)                                                | 4–0                                                             | Malavan                                                         | Estádio Takhti, Ahvaz                                           |                                                                 |
| 1988-89   | O Shahin Ahvaz venceu por 5–3 no agregado                       |                                                                 |                                                                 |                                                                 |                                                                 |
| 1989-90   | Não disputada                                                   | Não disputada                                                   | Não disputada                                                   | Não disputada                                                   | Não disputada                                                   |
| 1990-91   | Malavan (3)                                                     | 1–1 (pro) (6–5 pen.)                                            | Esteghlal                                                       | Estádio Azadi, Teerã                                            |                                                                 |
| 1991-92   | Persepolis (2)                                                  | 2–1                                                             | Malavan                                                         | Estádio Azadi, Teerã                                            |                                                                 |
| 1992-93   | Não disputada                                                   | Não disputada                                                   | Não disputada                                                   | Não disputada                                                   | Não disputada                                                   |
| 1993-94   | Saipa (1)                                                       | 0–0                                                             | Jonoob                                                          | Estádio Azadi, Teerã                                            |                                                                 |
| 1993-94   | Saipa (1)                                                       | 1–1                                                             | Jonoob                                                          | Takhti Stadium, Ahvaz                                           |                                                                 |
| 1993-94   | O Saipa venceu no agregado pelo gol fora                        |                                                                 |                                                                 |                                                                 |                                                                 |
| 1994-95   | Bahman (1)                                                      | 0–1                                                             | Tractor                                                         | Takhti Stadium, Tabriz                                          |                                                                 |
| 1994-95   | Bahman (1)                                                      | 2–0                                                             | Tractor                                                         | Ekbatan Stadium, Teerã                                          |                                                                 |
| 1994-95   | O Bahman venceu por 2–1 no agregado                             |                                                                 |                                                                 |                                                                 |                                                                 |
| 1995-96   | Esteghlal (2)                                                   | 3–1                                                             | Bargh                                                           | Hafezieh Stadium, Xiraz                                         |                                                                 |
| 1995-96   | Esteghlal (2)                                                   | 2–0                                                             | Bargh                                                           | Estádio Azadi, Teerã                                            |                                                                 |
| 1995-96   | O Esteghlal venceu por 5–1 no agregado                          |                                                                 |                                                                 |                                                                 |                                                                 |
| 1996-97   | Bargh (1)                                                       | 3–3 (pro) (3–0 pen.)                                            | Bahman                                                          | Estádio Azadi, Teerã                                            |                                                                 |
| 1997-98   | Não disputada                                                   | Não disputada                                                   | Não disputada                                                   | Não disputada                                                   | Não disputada                                                   |
| 1998-99   | Persepolis (3)                                                  | 2–1                                                             | Esteghlal                                                       | Estádio Azadi, Teerã                                            |                                                                 |
| 1999-00   | Esteghlal (3)                                                   | 3–1                                                             | Bahman                                                          | Estádio Azadi, Teerã                                            |                                                                 |
| 2000-01   | Fajr Sepasi (1)                                                 | 1–0                                                             | Zob Ahan                                                        | Foolad Shahr Stadium, Fuladshahr                                |                                                                 |
| 2000-01   | Fajr Sepasi (1)                                                 | 2–1                                                             | Zob Ahan                                                        | Hafezieh Stadium, Xiraz                                         |                                                                 |
| 2000-01   | O Fajr Sepasi venceu por 3–1 no agregado                        |                                                                 |                                                                 |                                                                 |                                                                 |
| 2001-02   | Esteghlal (4)                                                   | 2–1                                                             | Fajr Sepasi                                                     | Hafezieh Stadium, Xiraz                                         |                                                                 |
| 2001-02   | Esteghlal (4)                                                   | 2–2                                                             | Fajr Sepasi                                                     | Estádio Azadi, Teerã                                            |                                                                 |
| 2001-02   | O Esteghlal venceu por 4–3 no agregado                          |                                                                 |                                                                 |                                                                 |                                                                 |
| 2002-03   | Zob Ahan (1)                                                    | 2–2                                                             | Fajr Sepasi                                                     | Foolad Shahr Stadium, Fuladshahr                                |                                                                 |
| 2002-03   | Zob Ahan (1)                                                    | 2–2 (6–5 pen.)                                                  | Fajr Sepasi                                                     | Hafezieh Stadium, Xiraz                                         |                                                                 |
| 2002-03   | O Zob Ahan venceu nos pênaltis o desempate de 4–4 no agregado   |                                                                 |                                                                 |                                                                 |                                                                 |
| 2003-04   | Sepahan (1)                                                     | 3–2                                                             | Esteghlal                                                       | Naghsh-e-Jahan Stadium, Isfahan                                 |                                                                 |
| 2003-04   | Sepahan (1)                                                     | 2–0                                                             | Esteghlal                                                       | Estádio Azadi, Teerã                                            |                                                                 |
| 2003-04   | O Sepahan venceu por 5–2 no agregado                            |                                                                 |                                                                 |                                                                 |                                                                 |
| 2004-05   | Saba Battery (1)                                                | 1–1                                                             | Aboomoslem                                                      | Shahid Derakhshan Stadium, Robat Karim                          |                                                                 |
| 2004-05   | Saba Battery (1)                                                | 1–1 (pro) (4–2 pen.)                                            | Aboomoslem                                                      | Samen Stadium, Mexede                                           |                                                                 |
| 2004-05   | O Saba Battery venceu por 2–2 no agregado                       |                                                                 |                                                                 |                                                                 |                                                                 |
| 2005-06   | Sepahan (2)                                                     | 1–1                                                             | Persepolis                                                      | Estádio Azadi, Teerã                                            |                                                                 |
| 2005-06   | Sepahan (2)                                                     | 1–1 (pro) (4–2 pen.)                                            | Persepolis                                                      | Naghsh-e-Jahan Stadium, Isfahan                                 |                                                                 |
| 2005-06   | O Sepahan venceu por 2–2 no agregado                            |                                                                 |                                                                 |                                                                 |                                                                 |
| 2006-07   | Sepahan (3)                                                     | 1–0                                                             | Saba Battery                                                    | Shahid Derakhshan Stadium, Robat Karim                          |                                                                 |
| 2006-07   | Sepahan (3)                                                     | 3–0                                                             | Saba Battery                                                    | Naghsh-e-Jahan Stadium, Isfahan                                 |                                                                 |
| 2006-07   | O Sepahan venceu por 4–0 no agregado                            |                                                                 |                                                                 |                                                                 |                                                                 |
| 2007-08   | Esteghlal (5)                                                   | 0–1                                                             | Pegah                                                           | Sardar Jangal Stadium, Rasht                                    |                                                                 |
| 2007-08   | Esteghlal (5)                                                   | 3–0                                                             | Pegah                                                           | Estádio Azadi, Teerã                                            |                                                                 |
| 2007-08   | O Esteghlal venceu por 3–1 no agregado                          |                                                                 |                                                                 |                                                                 |                                                                 |
| 2008-09   | Zob Ahan (2)                                                    | 0–1                                                             | Rah Ahan                                                        | Ekbatan Stadium, Teerã                                          |                                                                 |
| 2008-09   | Zob Ahan (2)                                                    | 5–1                                                             | Rah Ahan                                                        | Foolad Shahr Stadium, Fuladshahr                                |                                                                 |
| 2008-09   | O Zob Ahan venceu por 5–2 no agregado                           |                                                                 |                                                                 |                                                                 |                                                                 |
| 2009-10   | Persepolis (4)                                                  | 1–0                                                             | Gostaresh Foolad                                                | Yadegar-e Emam Stadium, Tabriz                                  |                                                                 |
| 2009-10   | Persepolis (4)                                                  | 3–1                                                             | Gostaresh Foolad                                                | Estádio Azadi, Teerã                                            |                                                                 |
| 2009-10   | O Persepolis venceu por 4–1 no agregado                         |                                                                 |                                                                 |                                                                 |                                                                 |
| 2010-11   | Persepolis (5)                                                  | 4–2                                                             | Malavan                                                         | Estádio Azadi, Teerã                                            |                                                                 |
| 2010-11   | Persepolis (5)                                                  | 0–1                                                             | Malavan                                                         | Takhti Stadium, Bandar-e Anzali                                 |                                                                 |
| 2010-11   | O Persepolis venceu por 4–3 no agregado                         |                                                                 |                                                                 |                                                                 |                                                                 |
| 2011-12   | Esteghlal (6)                                                   | 0–0 (pro) (4–1 pen.)                                            | Shahin Bushehr                                                  | Hafezieh Stadium, Xiraz                                         |                                                                 |
| 2012-13   | Sepahan (4)                                                     | 2–2 (pro) (4–2 pen.)                                            | Persepolis                                                      | Estádio Azadi, Teerã                                            |                                                                 |
| 2013-14   | Tractor (1)                                                     | 1–0                                                             | Mes Kerman                                                      | Shahid Bahonar Stadium, Carmânia                                |                                                                 |
| 2014-15   | Zob Ahan (3)                                                    | 3–1                                                             | Naft Tehran                                                     | Takhti Stadium, Teerã                                           |                                                                 |
| 2015-16   | Zob Ahan (4)                                                    | 1–1 (pro) (5–4 pen.)                                            | Esteghlal                                                       | Arvandan Stadium, Khorramshahr                                  |                                                                 |
| 2016-17   | Naft Tehran (1)                                                 | 1–0                                                             | Tractor                                                         | Arvandan Stadium, Khorramshahr                                  |                                                                 |
| 2017-18   | Esteghlal (7)                                                   | 1–0                                                             | Khooneh be Khooneh                                              | Arvandan Stadium, Khorramshahr                                  |                                                                 |
| 2018-19   | Persepolis (6)                                                  | 1–0                                                             | Damash                                                          | Shohada-ye Foolad Stadium, Ahvaz                                |                                                                 |
| 2019-20   | Tractor (2)                                                     | 3–2                                                             | Esteghlal                                                       | Imam Reza Stadium, Mexede                                       |                                                                 |
| 2020-21   | Foolad (1)                                                      | 0–0 (pro) (4–2 pen.)                                            | Esteghlal                                                       | Naghsh-e Jahan Stadium, Isfahan                                 |                                                                 |
| 2021-22   | Nassaji (1)                                                     | 1–0                                                             | Aluminium Arak                                                  | Estádio Azadi, Teerã                                            |                                                                 |
| 2022-23   | Persepolis (7)                                                  | 2–1                                                             | Esteghlal                                                       | Estádio Azadi, Teerã                                            |                                                                 |
| 2023-24   | Sepahan (5)                                                     | 2–0                                                             | Mes Rafsanjan                                                   | Estádio Azadi, Teerã                                            |                                                                 |
| 2024-25   | Esteghlal (8)                                                   | 1–0 (pro)                                                       | Malavan                                                         | Estádio Iman Khomeini, Arak                                     |                                                                 |

### Desempenho por finalista
- fonte: [5]

| #  | Clube              | Campeões | Vices | Anos campeão                                   | Anos vice                                |
| -- | ------------------ | -------- | ----- | ---------------------------------------------- | ---------------------------------------- |
| 1  | Esteghlal          | 8        | 7     | 1977, 1996, 2000, 2002, 2008, 2012, 2018, 2025 | 1991, 1999, 2004, 2016, 2020, 2021, 2023 |
| 2  | Persepolis         | 7        | 2     | 1988, 1992, 1999, 2010, 2011, 2019, 2023       | 2006, 2013                               |
| 3  | Sepahan            | 5        | –     | 2004, 2006, 2007, 2013, 2024                   | —                                        |
| 4  | Zob Ahan           | 4        | 1     | 2003, 2009, 2015, 2016                         | 2001                                     |
| 5  | Malavan            | 3        | 5     | 1976, 1987, 1991                               | 1988, 1989, 1992, 2011, 2025             |
| 6  | Tractor            | 2        | 3     | 2014, 2020                                     | 1976, 1995, 2017                         |
| 7  | Bahman             | 1        | 2     | 1995                                           | 1997, 2000                               |
| 7  | Fajr Sepasi        | 1        | 2     | 2001                                           | 2002, 2003                               |
| 9  | Bargh              | 1        | 1     | 1997                                           | 1996                                     |
| 9  | Saba               | 1        | 1     | 2005                                           | 2007                                     |
| 9  | Naft Tehran        | 1        | 1     | 2017                                           | 2015                                     |
| 12 | Shahin Ahvaz       | 1        | –     | 1989                                           | —                                        |
| 12 | Saipa              | 1        | –     | 1994                                           | —                                        |
| 12 | Foolad             | 1        | –     | 2021                                           | —                                        |
| 12 | Nassaji            | 1        | –     | 2022                                           | —                                        |
| 16 | Damash             | –        | 2     | —                                              | 2008, 2019                               |
| 17 | Homa               | –        | 1     | —                                              | 1977                                     |
| 17 | Kheybar            | –        | 1     | —                                              | 1987                                     |
| 17 | Jonoob             | –        | 1     | —                                              | 1994                                     |
| 17 | Aboomoslem         | –        | 1     | —                                              | 2005                                     |
| 17 | Rah Ahan           | –        | 1     | —                                              | 2009                                     |
| 17 | Gostaresh Foolad   | –        | 1     | —                                              | 2010                                     |
| 17 | Shahin Bushehr     | –        | 1     | —                                              | 2012                                     |
| 17 | Mes Kerman         | –        | 1     | —                                              | 2014                                     |
| 17 | Khooneh be Khooneh | –        | 1     | —                                              | 2018                                     |
| 17 | Aluminium Arak     | –        | 1     | —                                              | 2022                                     |
| 17 | Mes Rafsanjan      | –        | 1     | —                                              | 2024                                     |